# Campeonato Mundial de Waterpolo Masculino de 1975
El II Campeonato Mundial de Waterpolo Masculino se celebró en Cali (Colombia) entre el 19 y el 26 de julio de 1975 en el marco del II Campeonato Mundial de Natación. El evento fue organizado por la Federación Internacional de Natación (FINA) y la Federación Colombiana de Natación.

## Grupos
| Grupo A             | Grupo B   | Grupo C         | Grupo D      |
| ------------------- | --------- | --------------- | ------------ |
| Cuba                | Rumania   | Estados Unidos  | Países Bajos |
| Bulgaria            | Colombia  | Irán            | Canadá       |
| Alemania Occidental | Hungría   | Unión Soviética | Italia       |
| Yugoslavia          | Australia | España          | México       |

## Fase preliminar
Los primeros dos de cada grupo alcanzan la fase principal. Los equipos restantes juegan entre sí por los puestos 13 a 16.

### Grupo A
| Equipo              | J | G | E | P | GF | GC | DG  | PTS |
| ------------------- | - | - | - | - | -- | -- | --- | --- |
| Alemania Occidental | 3 | 2 | 0 | 1 | 13 | 8  | +5  | 4   |
| Cuba                | 3 | 2 | 0 | 1 | 17 | 14 | +3  | 4   |
| Yugoslavia          | 3 | 2 | 0 | 1 | 15 | 12 | +3  | 4   |
| Bulgaria            | 3 | 0 | 0 | 3 | 9  | 20 | -11 | 0   |

### Grupo B
| Equipo    | J | G | E | P | GF | GC | DG  | PTS |
| --------- | - | - | - | - | -- | -- | --- | --- |
| Hungría   | 3 | 3 | 0 | 0 | 28 | 15 | +13 | 6   |
| Rumania   | 3 | 2 | 0 | 1 | 30 | 18 | +12 | 4   |
| Australia | 3 | 1 | 0 | 2 | 16 | 21 | -5  | 2   |
| Colombia  | 3 | 0 | 0 | 3 | 9  | 29 | -20 | 0   |

### Grupo C
| Equipo          | J | G | E | P | GF | GC | DG  | PTS |
| --------------- | - | - | - | - | -- | -- | --- | --- |
| Unión Soviética | 3 | 2 | 1 | 0 | 24 | 10 | +14 | 5   |
| Estados Unidos  | 3 | 2 | 0 | 1 | 22 | 9  | +13 | 4   |
| España          | 3 | 1 | 1 | 1 | 20 | 13 | +7  | 3   |
| Irán            | 3 | 0 | 0 | 3 | 5  | 39 | -34 | 0   |

### Grupo D
| Equipo       | J | G | E | P | GF | GC | DG | PTS |
| ------------ | - | - | - | - | -- | -- | -- | --- |
| Italia       | 3 | 3 | 0 | 0 | 16 | 12 | +4 | 6   |
| Países Bajos | 3 | 2 | 0 | 1 | 17 | 10 | +7 | 4   |
| México       | 3 | 1 | 0 | 2 | 12 | 15 | -3 | 2   |
| Canadá       | 3 | 0 | 0 | 3 | 12 | 20 | -8 | 0   |

## Fase principal
Los primeros dos de cada grupo disputan la fase final.

### Grupo E
| Equipo              | J | G | E | P | GF | GC | DG | PTS |
| ------------------- | - | - | - | - | -- | -- | -- | --- |
| Hungría             | 3 | 3 | 0 | 0 | 23 | 18 | +5 | 6   |
| Cuba                | 3 | 2 | 0 | 1 | 13 | 12 | +1 | 4   |
| Alemania Occidental | 3 | 1 | 0 | 2 | 15 | 16 | -1 | 2   |
| Rumania             | 3 | 0 | 0 | 3 | 11 | 16 | -5 | 0   |

### Grupo F
| Equipo          | J | G | E | P | GF | GC | DG | PTS |
| --------------- | - | - | - | - | -- | -- | -- | --- |
| Unión Soviética | 3 | 2 | 1 | 0 | 13 | 10 | +3 | 5   |
| Italia          | 3 | 2 | 0 | 1 | 18 | 12 | +6 | 4   |
| Estados Unidos  | 3 | 1 | 1 | 1 | 12 | 16 | -4 | 3   |
| Países Bajos    | 3 | 0 | 0 | 3 | 7  | 12 | -5 | 0   |

## Fase final
| Equipo          | J | G | E | P | GF | GC | DG | PTS |
| --------------- | - | - | - | - | -- | -- | -- | --- |
| Unión Soviética | 3 | 2 | 1 | 0 | 18 | 12 | +6 | 5   |
| Hungría         | 3 | 2 | 0 | 1 | 17 | 14 | +3 | 4   |
| Italia          | 3 | 1 | 0 | 2 | 14 | 16 | -2 | 2   |
| Cuba            | 3 | 0 | 1 | 2 | 11 | 18 | -7 | 1   |

## Medallero
|                 |         |        |
| Unión Soviética | Hungría | Italia |

## Estadísticas

### Clasificación general
| 1. Unión Soviética     |
| 2. Hungría             |
| 3. Italia              |
| 4. Cuba                |
| 5. Rumania             |
| 6. Alemania Occidental |
| 7. Países Bajos        |
| 8. Estados Unidos      |
| 9. México              |
| 10. España             |
| 11. Australia          |
| 12. Bulgaria           |
| 13. Yugoslavia         |
| 14. Canadá             |
| 15. Irán               |
| 16. Colombia           |

- Datos: Q846099